# كارولينا توبار جارثيا
كارولينا توبار جارثيا (بالإسبانية: Carolina Tobar García)‏ (10 نوفمبر 1898 - 5 أكتوبر 1962) كانت مدرسة وطبيبة نفسية ومحامية أرجنتينية. حاصلة على درجة الدكتوراه في الطب، وكانت رائدة في علم النفس في الأرجنتين. ساهمت في إنشاء والإشراف على «المدارس الخاصة» الأربعة الأولى، وغيرها من المؤسسات في المجال التربوي للتعليم الخاص. كانت أول طبيبة في الطب الشرعي في الأرجنتين. طبقت نظريات جان بياجيه مع تكييفها مع الواقع الأرجنتيني، وقدمت نظاما كاملا للوقاية في الصحة النفسية.

## حياتها
وُلدت كارولينا توبار جارثيا في كوينز، مقاطعة سان لويس، في 10 نوفمبر 1898. وكان لدى كارولينا خمسة أخوة، وكانت والدتها ترغب أن تكون كارولينا مُعلمة.
عملت كارولينا كمدرسة في المدارس الريفية. وفي عام 1920 بدأت دراسة الطب، وتخرجت من كلية الطب في جامعة بوينس آيرس في عام 1929. حصلت على منحة دراسية لدراسة الطب النفسي للأطفال في جامعة كولومبيا لدراسات الطب النفسي العصبي للأطفال. وأصبحت مهتمةً بالنقص العقلي. عادت في عام 1932 إلى الأرجنتين وبدأت العمل في المؤسسات التعليمية والطبية والنفسية على السواء. في عام 1941، حصل على لقب طبيب شرعي. في عام 1942 أنشأت مدرسة التكيف، وفي عام 1944 حصلت على درجة الدكتوراه من جامعة بوينس آيرس، وكانت الأطروحة بعنوان الصحة النفسية لطلاب المدارس. قدمت في أطروحتها جدولاً بمزايا وعيوب المدارس الخاصة لمساعدة الأطفال المختلفين. وقالت إنه نظراً للتكلفة المرتفعة التي تتطلبها هذه المدارس، فإنهم يتمتعون بميزة التقدم الأكبر للأطفال المتفاوتين دون التأثير على مدارس الأطفال العاديين، مع توفير الكثير من الوقت.
تقلدت العديد من المناصب في المؤسسات العامة، سواء في مجال التعليم الجامعي، أو في المجال الطبي والمؤسسات الخاصة. وكانت أستاذا في معهد وارد (1921-1942)؛ ومفتشا لمدارس البالغين، كما كانت المفتش العام للتعليم بالمجلس القومي للتعليم (1945)؛ ورئيس العيادة النفسية الفيزيولوجية (منذ عام 1934)، وأيضا كانت المفتش الطبي المدرسي، ورئيس الأعمال التطبيقية لرئيس عيادة الطب النفسي التابعة لكلية الطب بجامعة بوينس آيرس (1938-1948).

## وفاتها
توفيت في 5 أكتوبر 1962 في سان لويس، بسبب سرطان الدم الليمفاوي. وفي وصيتها تركت أربعمائة ألف بيزو في ذلك الوقت إلى DINAD (مؤسسة الدفاع عن الأطفال والمراهقين الناقصين)، وهي مؤسسة تأسست في مارس 1961 وأدارتها توبار جارثيا بنفسها بناءً على طلب المؤسسين. كانت DINAD أول مدرسة تفاضلية خاصة تم إنشاؤها في الأرجنتين.

## منهجها العلمي
كانت الفكرة الرئيسية لكارولينا هي فكرة الوقاية. مع الإشارة إلى العيادات السلوكية التي تم إنشاؤها، في بعض البلدان لمراقبة وتصحيح التطور الجسدي-النفسي للطفل في مراحل الطفولة الأولى والثانية. اقترحت كارولينا نظاما كاملا للوقاية في الصحة النفسية. وكان دليلا للعيادات والمدارس المستقلة والطبقات التفاضلية والطبقات الخاصة ومستعمرات التكيف والمدرسة البراغماتية وجزءًا من نظام الوقاية.

### مدارس التكيف
كان المصطلحين «غير طبيعي» و«متخلفين» مصطلحين غير علميين ولا نفسيين، فقد اعتبرت أن المتخلفين «قد تركوا وراءهم». هذا يعتمد على الموارد المعرفية وعوامل أخرى. ووفقاً للدكتورة كارولينا، فإن هؤلاء الأطفال يتحولوا إلى أشخاص نافعين للمجتمع إذا كانوا متعلمين.
اعتبرت كارولينا أن الطفل المتخلف دائمًا هو طفل غير نموذجي يحتاج إلى وساطة خبير طبي في طب الأعصاب والطب النفسي للأطفال. لا يحتاج المانع إلى علاج نفسي، ولكنه يصل إلى المستوى التربوي.
يتم إدخال الطفل بشكل صحيح في المجتمع عن طريق التعليم المدرسي، حتى لو كان ذلك بشكل تفاضلي. ولهذا الهدف اقترحت معايير تشخيصية من أجل تحديد دخول الرضع إلى هذه الدائرة للتعلم.
في عام 1942 أنشأت أول مدرسة تستهدف هؤلاء الأطفال من الأطفال المتخلفين. كانت مدرسة التكيف التي شكلت منظورا بديلا لطريقة تصور الإعاقة.

ووصف مدرسة التكيف على النحو التالي:

## تكريمها
تم تكريم كارولينا بإطلاق اسمها على العديد من المؤسسات العامة:
- اثنين من المدارس التفاضلية في الأرجنتين، واحدة في مقاطعة كورينتس وأخرى في مقاطعة سان لويس.
- مكتبة المدرسة في راموس ميخيا.
- مستشفى الأمراض النفسية للأطفال الصغار يقع في مدينة بوينس آيرس.[5]